# Мисс США 2009
Мисс США 2009 (англ. Miss USA 2009) — 58-й конкурс красоты Мисс США, который проходил в театре исполнительских искусств в Планете-Голливуд (Planet Hollywood Resort & Casino) гостинице-казино в Лас-Вегас-Стрип (штат Невада) 19 апреля 2009 года. Победительницей конкурса стала Кристен Далтон из Северной Каролины, коронованная по окончании конкурса предыдущей носительницей титула — Кристл Стюарт.
Ведущими конкурса выступали Билли Буш и Надин Веласкес. Публику на мероприятии развлекали Кевин Рудолф, исполнивший «Let It Rock» во время конкурса купальников, и поп-рок-группа The Veronicas, участники которой исполнили сингл «Untouched» во время конкурса вечернего платья.
Конкурс транслировался в высоком разрешении только второй раз в истории.
Участвовавшие в конкурсе девушки представляли 50 штатов США плюс округ Колумбия. Участницы начали прибывать 2 апреля. «Мисс США» Кристен Далтон представляла Соединённые Штаты на конкурсе «Мисс Вселенная 2009», в котором вошла в десятку лучших.
Местные конкурсы красоты проводились с июня 2008 года по январь 2009 года. Во время финального шоу были объявлены Топ 15 участниц с наивысшими средними баллами от предварительного конкурса. Топ 15 участниц выходили в купальниках. Топ 10 участниц выходили в вечерних платьях.

Логотип конкурса красоты «Мисс США 2009»

## Результаты

### Места

Штаты участвовавшие в конкурсе

| Финальный результат | Конкурсантка |
| ------------------- | --- |
| Мисс США 2009       | - Северная Каролина — Кристен Далтон |
| 1-я вице-мисс       | - Калифорния — Кэрри Преджен |
| 2-я вице-мисс       | - Аризона — Алисия-Моник Бланко |
| 3-я вице-мисс       | - Юта — Лаура Чуканов |
| 4-я вице-мисс       | - Кентукки — Мария Монгомери |
| Топ 10              | - Техас — Брук Дэниэлс - Теннесси — Кристен Мотил - Арканзас — Чантли Пейнте - Южная Каролина — Стефани Смит - Западная Виргиния — Джесси Пирсон |
| Топ 15              | - Виргиния — Мэган Филипс - Миннесота — Эрика Него - Джорджия — Кимберли Гиттинг - Айдахо — Мелисса Вебер - Коннектикут — Моника Питрзак         |

### Специальные награды
| Награда              | Участницы                           |
| -------------------- | ----------------------------------- |
| Мисс Конгениальность | - Вайоминг — Синтия Пейт            |
| Мисс Фотогеничность  | - Западная Виргиния — Джесси Пирсон |

### Финальные баллы
| \| Штат \| Купальник \| Вечернее платье \| \| ----------------- \| ---------- \| --------------- \| \| Северная Каролина \| 9.198 (1) \| 9.470 (1) \| \| Калифорния \| 9.033 (3) \| 9.275 (2) \| \| Аризона \| 9.092 (2) \| 9.189 (3) \| \| Юта \| 8.851 (5) \| 8.849 (5) \| \| Кентукки \| 8.963 (4) \| 9.047 (4) \| \| Техас \| 8.548 (7) \| 8.694 (6) \| \| Теннесси \| 8.442 (9) \| 8.578 (7) \| \| Арканзас \| 8.704 (6) \| 8.419 (8) \| \| Южная Каролина \| 8.402 (10) \| 8.335 (9) \| \| Западная Виргиния \| 8.475 (8) \| 8.296 (10) \| \| Виргиния \| 8.199 (11) \| \| \| Миннесота \| 8.150 (12) \| \| \| Джорджия \| 7.946 (13) \| \| \| Айдахо \| 7.800 (14) \| \| \| Коннектикут \| 7.797 (15) \| \| | Победительница Первая вице-мисс Вторая вице-мисс Третья вице-мисс Четвёртая вице-мисс Топ 10 Топ 15 (#) Каждый раунд конкурса |                 |
| Штат | Купальник | Вечернее платье |
| Северная Каролина | 9.198 (1) | 9.470 (1)       |
| Калифорния | 9.033 (3) | 9.275 (2)       |
| Аризона | 9.092 (2) | 9.189 (3)       |
| Юта | 8.851 (5) | 8.849 (5)       |
| Кентукки | 8.963 (4) | 9.047 (4)       |
| Техас | 8.548 (7) | 8.694 (6)       |
| Теннесси | 8.442 (9) | 8.578 (7)       |
| Арканзас | 8.704 (6) | 8.419 (8)       |
| Южная Каролина | 8.402 (10) | 8.335 (9)       |
| Западная Виргиния | 8.475 (8) | 8.296 (10)      |
| Виргиния | 8.199 (11) |                 |
| Миннесота | 8.150 (12) |                 |
| Джорджия | 7.946 (13) |                 |
| Айдахо | 7.800 (14) |                 |
| Коннектикут | 7.797 (15) |                 |

### Порядок объявлений
| 1. Кентукки 2. Арканзас 3. Калифорния 4. Западная Виргиния 5. Северная Каролина 6. Коннектикут 7. Теннесси 8. Айдахо 9. Аризона 10. Джорджия 11. Юта 12. Миннесота 13. Техас 14. Южная Каролина 15. Виргиния | 1. Аризона 2. Калифорния 3. Южная Каролина 4. Кентукки 5. Юта 6. Северная Каролина 7. Арканзас 8. Техас 9. Западная Виргиния 10. Теннесси | 1. Северная Каролина 2. Аризона 3. Юта 4. Калифорния 5. Кентукки |  |

## Участницы
Представительницы штатов на конкурсе:
| Штат                       | Имя                       | Город            | Возраст | Вес   | Место на конкурсе | Награды              | Дополнительно |
| -------------------------- | ------------------------- | ---------------- | ------- | ----- | ----------------- | -------------------- | --- |
| Алабама                    | Рэйчел Филиппона          | Дотан            | 20      |       |                   |                      | |
| Аляска                     | Джессика Ирен Нолин       | Палмер           | 22      |       |                   |                      | |
| Аризона                    | Алисия-Моник Бланко       | Финикс           | 22      | 5’10" | 2-я вице-мисс     |                      | |
| Арканзас                   | Ченли Пейнтер             | Конвэй           | 24      | 5’9"  | Топ 10            |                      | |
| Калифорния                 | Кэрри Прежан              | Сан-Диего        | 21      | 5’10" | 1-я вице-мисс     |                      | Заменила «Мисс Калифорнию 2009»                                                                                                  |
| Колорадо                   | Пэтрис Уильямс            | Колорадо-Спрингс | 22      | 5’7"  |                   |                      | |
| Коннектикут                | Моника Мэри Петржак       | Манчестер        | 25      | 5’11" | Топ 15            |                      | |
| Делавэр                    | Кейт Банашак              | Миддлтон         | 24      |       |                   |                      | |
| Вашингтон (округ Колумбия) | Николь Уайт               | Вашингтон        | 20      | 5’8"  |                   |                      | В прошлом «Юная мисс округ Колумбия 2004»                                                                                        |
| Флорида                    | Анастагия Пьер            | Форт-Лодердейл   | 20      | 5’9"  |                   |                      | В прошлом «Юная Мисс Флорида 2004»                                                                                               |
| Джорджия                   | Кимберли Гиттингс         | Лилберн          | 20      |       | Топ 15            |                      | |
| Гавайи                     | Ауреана Цеу               | Милилани         | 25      | 5’7"  |                   |                      | В прошлом «Юная мисс Гавайи 1999»                                                                                                |
| Айдахо                     | Мелисса Вебер             | Бойсе            | 27      |       | Топ 15            |                      | |
| Иллинойс                   | Эшли Бонд                 | Чикаго           | 24      |       |                   |                      | |
| Индиана                    | Кортни Холл               | Крауфордсвилл    | 23      | 5’3"  |                   |                      | В прошлом Miss Teen Индиана 2004                                                                                                 |
| Айова                      | Челси Линн Гогер          | Анкени           | 20      |       |                   |                      | |
| Канзас                     | Кортни Куртер             | Олейте           | 23      | 5’9"  |                   |                      | |
| Кентукки                   | Мария Элизабет Монтгомери | Дэнвилл          | 19      | 5’10" | 4-я вице-мисс     |                      | |
| Луизиана                   | Лэйси Минчью              | Батон-Руж        | 25      | 5’7"  |                   |                      | В прошлом «Юная мисс Америка 2002» (представляла Джорджию)                                                                       |
| Мэн                        | Эшли Андервуд             | Бентон           | 24      |       |                   |                      | |
| Мэриленд                   | Габриэль Карлсон          | Сомерсет         | 24      |       |                   |                      | |
| Массачусетс                | Элисон Кронин             | Веймот           | 21      |       |                   |                      | В прошлом «Юная мисс Массачусетс 2005»                                                                                           |
| Мичиган                    | Линдси Тихолиз            | Стерлинг-Хайтс   | 26      |       |                   |                      | |
| Миннесота                  | Эрика Него                | Плимут           | 24      |       | Топ 15            |                      | |
| Миссисипи                  | Джессика Лорен Макрейни   | Терри            | 23      |       |                   |                      | В прошлом Miss Teen Миссисипи 2004                                                                                               |
| Миссури                    | Стэйси Смит               | Флориссент       | 23      | 5’9"  |                   |                      | |
| Монтана                    | Мисти Фогт                | Калиспелл        | 23      | 5’11" |                   |                      | |
| Небраска                   | Меган Виннингс            | Аткинсон         | 23      |       |                   |                      | В прошлом «Юная мисс Небраска 2004»                                                                                              |
| Невада                     | Джорджина Воган           | Лас-Вегас        | 21      | 5’10" |                   |                      | В прошлом Miss Teen Невада 2006                                                                                                  |
| Нью-Гэмпшир                | Кристи Данн               | Лакония          | 26      |       |                   |                      | |
| Нью-Джерси                 | Кейти Родригес            | Клифтон          | 24      |       |                   |                      | |
| Нью-Мексико                | Бьянка Матаморос-Кунсе    | Альбукерке       | 23      |       |                   |                      | |
| Нью-Йорк                   | Трейси Чанг               | Нью-Йорк         | 26      | 5’7"  |                   |                      | |
| Северная Каролина          | Кристен Далтон            | Уилмингтон       | 22      | 5’7"  | Победительница    |                      | Её мать — Мисс Северная Каролина 1982; сестра — Miss Teen Северная Каролина 2008 и 2-я вице-мисс на конкурсе Miss Teen США 2008. |
| Северная Дакота            | Келси Эриксон             | Гранд-Форкс      | 22      |       |                   |                      | |
| Огайо                      | Наташа Вивода             | Чемпион Тауншип  | 21      |       |                   |                      | |
| Оклахома                   | Лорен Ландей              | Алтус            | 25      |       |                   |                      | |
| Орегон                     | Сильви Тарпинян           | Юджин            | 24      |       |                   |                      | |
| Пенсильвания               | Линдси Нельсен            | Далластаун       | 21      | 5’7"  |                   |                      | |
| Род-Айленд                 | Алиша Кастонгуай          | Вунсокет         | 22      | 5’6"  |                   |                      | В прошлом Miss Teen Род Айленд 2002, Miss Teen Америка 2003 и Miss Teen Галакси 2005.                                            |
| Южная Каролина             | Стефани Мюррей Смит       | Гуз-Крик         | 21      | 5’7"  | Топ 10            |                      | |
| Южная Дакота               | Джессика Роуэлл           | Су-Фолс          | 22      | 5’7"  |                   |                      | |
| Теннесси                   | Кристен Мотил             | Франклин         | 24      | 5’9"  | Топ 10            |                      | |
| Техас                      | Брук Дэниэлс              | Томбал           | 22      | 5’9"  | Топ 10            |                      | |
| Юта                        | Лаура Чуканов             | Солт-Лейк-Сити   | 22      | 5’9"  | 3-я вице-мисс     |                      | |
| Вермонт                    | Брук Вернер               | Гранвилл         | 22      |       |                   |                      | |
| Виргиния                   | Мэйган Филлипс            | Куантико         | 22      |       | Топ 15            |                      | |
| Вашингтон                  | Тара Тёрнер               | Сиэтл            | 23      |       |                   |                      | Её сестра, Трейси Тёрнер, выиграла конкурс «Мисс Вашингтон 2010»                                                                 |
| Западная Виргиния          | Джесси Пирсон             | Милтон           | 21      |       | Топ 10            | Мисс Фотогеничность  | |
| Висконсин                  | Александра Верли          | Пеуоки           | 21      | 5’8"  |                   |                      | |
| Вайоминг                   | Синтия Пейт               | Каспер           | 22      |       |                   | Мисс Конгениальность | |

## Историческое значение
- Участница из Северной Каролины победила во второй раз.
- Участница из Калифорнии стала в седьмой раз 1-й Вице мисс. Последний раз участница занимала в 2006 году.
- Участница из Аризоны стала в третий раз 2-й Вице мисс. Последний раз участница занимала в 1987 году.

## Судьи

### Предварительные судьи
- Сара Петри
- Чип Лайтман
- Лори Левин
- Ник Лайтман
- Рэндолл Уинстон[англ.]
- Рич Тербер
- Сет Майери

### Судьи на конкурсе
- Алиша Джейкобс — Access Hollywood[англ.] и KVBC Ent News;
- Брайан Грэден — Музыкальный канал MTV;
- Клаудия Джордан[англ.] — Сделка[англ.], «The Celebrity Apprentice», «Мисс Род-Айленд 1997», ведущая конкурса «Мисс Вселенная 2009»;
- Эрик Трамп — Trump Organization;
- Холли Мэдисон — американская модель «Playboy», телеведущая;
- Джон Миллер — NBC Universal;
- Келли Монако — победитель первого сезона[англ.] «Танцы со звёздами» (англ. «Dancing with the Stars»);
- Кинан Томпсон — передача Saturday Night Live;
- Перес Хилтон — американский блогер;
- Роберт Эрл[англ.] — генеральный директор Planet Hollywood Resort and Casino;
- Шанди Финнесси — Мисс США 2004 из Миссури;
- Уилли Гайст[англ.] — ток-шоу «en:Morning Joe» на канале MSNBC.

## Фоновая музыка
На конкурсе прозвучали следующие композиции:
- В начале конкурса: «Hot N Cold» от Кэти Перри; «That’s Not My Name» от The Ting Tings;
- Состязание в купальниках: «Let It Rock» от Кевин Рудолф;
- Конкурс вечернего платья: «Untouched» от The Veronicas.

## Споры по вопросу однополых браков
В 2009 году во время конкурса Кэрри Прежан (мисс Калифорния) задан вопрос судьей конкурса Пересом Хилтоном, должен ли, по её мнению, каждый штат легализовать однополые браки? Она ответила, что не сделала бы это на посту губернатора. После конкурса Перес Хилтон негативно отозвался по поводу конкурсантки. Как сообщила ABC News: «Она потеряла его голос из-за ответа на этот вопрос. До этого она определенно была фавориткой». В результате чего некоторые считают, что ответ на вопрос непосредственно привел к её проигрышу в конкурсе. Прежан заявила, что на конкурсе когда она представляла штат Калифорния, на неё оказывали давление, чтобы она извинилась за высказывание об однополых браках и «не говорила» о своей христианской вере.
Ряд политиков и комментаторов напали на Хилтона и защитили Прежан, которая честно отстаивала свои личные убеждения.
После конкурса Прежан нанята христианской пиар-фирмой, и ролик появился в телевизионной рекламе Национальной организации по браку. А 10 июня 2009 года Прежан вновь заявила, что этот вопрос заставил её потерять титул, когда она узнала, что была уволена Дональдом Трампом. Судьи утверждают, что её ответ не имеет ничего общего с результатом на конкурсе.

## Новая корона
Совместно с совладельцем NBC Universal инициативной организации по защите окружающей среды «Green is Universal», организация «Мисс Вселенная» объявила, что Diamond Nexus Labs станет официальным спонсором украшения на конкурсах «Мисс Вселенная», «Мисс США» и «Miss Teen США». Антропогенные драгоценные камни «все, синтезированных в лаборатории с использованием экологически чистых производственных процессов». Diamond Nexus Labs создадут специально разработанную корону для конкурса «Мисс США 2009», а также для конкурсов «Мисс Вселенная» и «Юная Мисс США» в этом году.

## Бывшие участницы конкурса Юная Мисс США
Девять бывших участниц конкурса «Юная Мисс США» участвовали в конкурсе «Мисс США 2009». Впервые пять бывших участниц конкурса Юная Мисс США соревновались на этом конкурсе, а предыдущий для них был Юная Мисс США 2004. Ауреана Цзы стала первой бывшей Юной Мисс и представляла интересы штата на конкурсе Мисс США. Участницы конкурса Юная Мисс США 2006 соревновались также на этом конкурсе.
Бывшими участницами конкурса Юная Мисс США на конкурсе Мисс США 2009 являются:
- Ауриана Цзы (Гавайи) — Юная Мисс Гавайи 1999;
- Алиша Кастонгей (Род-Айленд) — Юная Мисс Род-Айленд США 2002 (Топ 10 на Юная Мисс США 2002);
- Николь Уайт (округ Колумбия) — Юная Мисс округ Колумбия 2004;
- Анастэйджа Пьер (Флорида) — Юная Мисс Флорида 2004;
- Куртни Холл (штат Индиана) — Юная Мисс Индиана 2004;
- Джессика Макрани (штат Миссисипи) — Юная Мисс Миссисипи 2004;
- Меган Уинингс (штат Небраска) — Юная Мисс Небраска 2004 (Топ 10 на Юная Мисс США 2004);
- Алисон Кронин (Массачусетс) — Юная Мисс Массачусетс 2005;
- Джорджина Вохан (Невада) — Юная Мисс Невада 2006.

Несмотря на большое количество бывших участниц конкурса Юная Мисс США, этот конкурс стал первым с 1994 года, в котором ни одна бывшая Юная Мисс США не смогла победить.